# Galassia di ammasso più luminosa
Le galassie di ammasso più brillanti (in inglese Brightest cluster galaxies - BCG) sono una particolare categoria di galassie, le più luminose e più massive dell'Universo, che emettono luce puramente fotosferica. Si tratta in genere di grandi galassie ellittiche che si trovano al centro del centro cinematico degli ammassi di galassie ospitanti.
La loro piccola variazione di luminosità, abbondanza e magnitudine apparente elevata fanno di loro delle "candele standard" per la determinazione della distanza.
Gli scenari per la formazione di questa classe di galassie sono:
- Cooling flow;
- cannibalismo galattico;
- fusioni fra galassie.

È possibile differenziare i modelli di cannibalismo da quelli di fusione considerando il periodo di formazione delle galassie di ammasso brillanti. Nel primo modello, ci sono inizialmente un notevole numero di galassie di piccola massa, in seguito catturate, mentre nel secondo caso si tratta di un collasso dell'ammasso.
Le galassie di ammasso brillanti sono divise in varie classi di galassie: le galassie ellittiche giganti (gE), le galassie D e le galassie cD; le galassie cD e D mostrano un esteso involucro che circonda un nucleo di forma ellittica.